# شيموس كيلي (لاعب اتحاد الرغبي)
شيموس كيلي (بالإنجليزية: Seamus Kelly)‏ هو لاعب اتحاد الرغبي أمريكي، ولد في 29 مايو 1991 في كوينز في الولايات المتحدة.